# Оле Едварт Роульваг
Оле Едварт Роульваг (норв. Ole Edvart Rølvaag; 22 квітня 1876, Роульваг, острів Денна, Норвегія — 5 листопада 1931, Нортфілд, Міннесота, США) — американський норвезькомовний письменник, професор коледжу та лектор, найбільш відомий епічним романом «Земні велетні».
Хоча норвезькою мовою у США наприкінці XIX — на початку XX століть публікувалося чимало художніх творів, найкращий роман Роульвага став єдиним з них, який зайняв місце, хоча й досить скромне, в американському «літературному каноні». Він вважається одним із найкращих творів, що «пояснюють досвід і драму імміграції, заселення прерій Заходу та проблеми асиміляції». Його роман, поряд з творами Вілли Кетер, встановив стандарт для оповідань про заселення Великих Рівнин, але на відміну від м'якшої Кетер створює жорсткі контрасти між силою та слабкістю, людьми та природою, надією та розпачем.

## Біографія
Оле Едварт Педерсен народився у сім'ї рибалки у селі Роульваг на острові Денна біля північного узбережжя Норвегії. На батьківщині навчався лише у сільській початковій школі, відвідував публічну бібліотеку, з 14 років займався рибальством разом із родичами. Тепер у селі встановлено його бюст.
У 1896 році двадцятирічним юнаком Оле Едварт приїхав до США, три роки працював на фермі дядька у Південній Дакоті. Прагнучи до здобуття освіти, попри погане знання англійської, безгрошів'я та хворобу, Роульваг витратив ще три роки на навчання у середній школі (Августинська академія), потім вступив до коледжу св. Олафа у Нортфілді, який закінчив у 1905 році. Завдяки його здібностям адміністрація надала йому можливість провчитися додатковий рік у Норвегії, після чого Роульваг став викладати у цьому коледжі норвезьку мову.

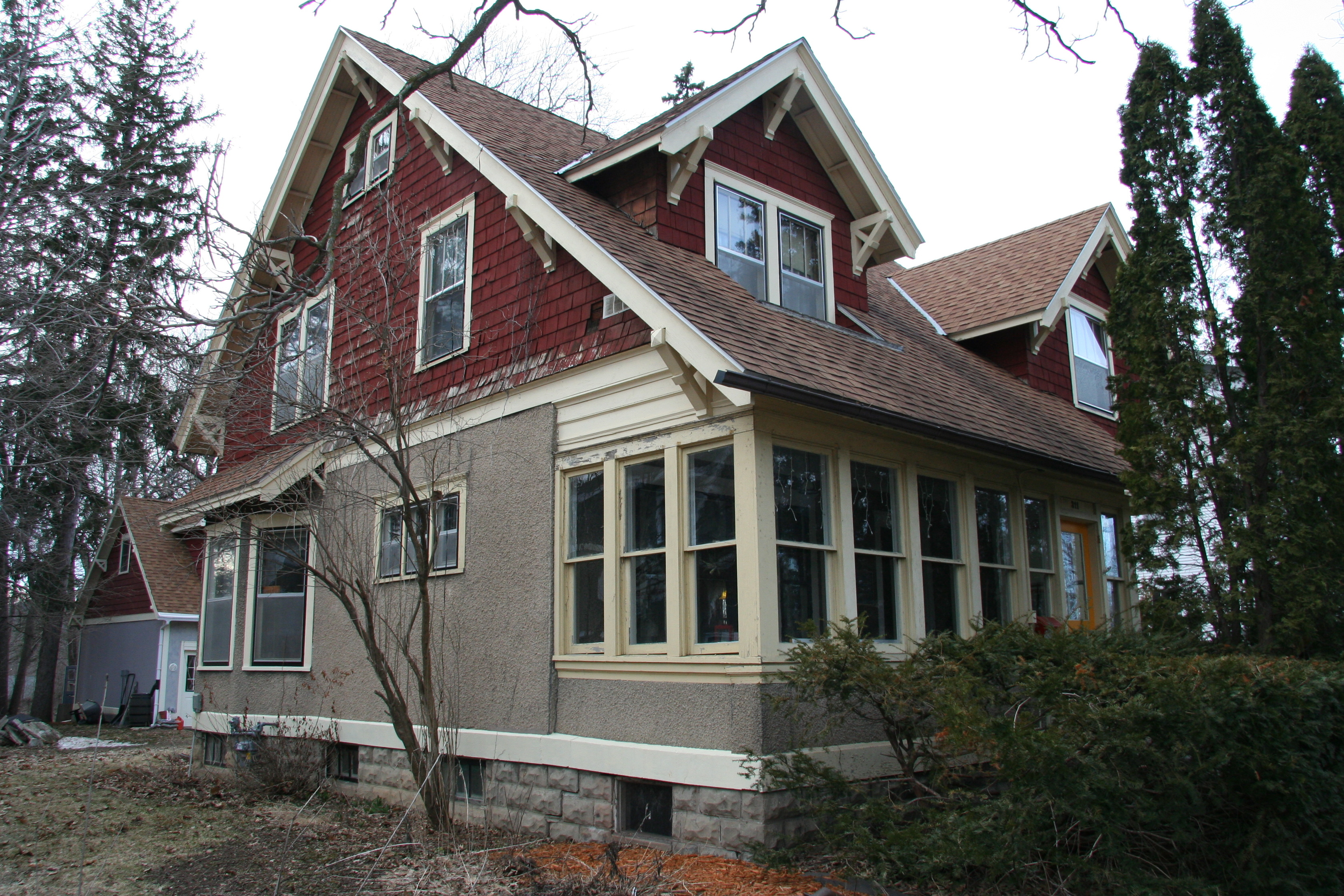
Будинок Роульвага у Нортфілді

У 1908 році він отримав американське громадянство й одружився з Дженні Марії Бердаль. У них було четверо дітей, один із синів, Карл Фрітеф Роульваг, пізніше став губернатором Міннесоти (1963—1967). Будинок Роульвага у Норфільді зараз включений до національних історичних пам'яток США.
Перші романи Роульвага друкувалися в етнічно-церковному видавництві Міннеаполісу та викликали лише обмежений інтерес навіть у норвезької публіки. Перші два з них вийшли під псевдонімом. Відомий він був як викладач, автор підручників для студентів коледжів і старших класів шкіл, а також як лектор, який об'їздив Середній Захід (виступав він норвезькою). У лютому 1926 року Роульваг у коледжі заснував Норвезько-американську історичну асоціацію, його обрали її першим секретарем й архівістом, який організовував діяльність зі збору документів, пов'язаних із життям норвежців у США.

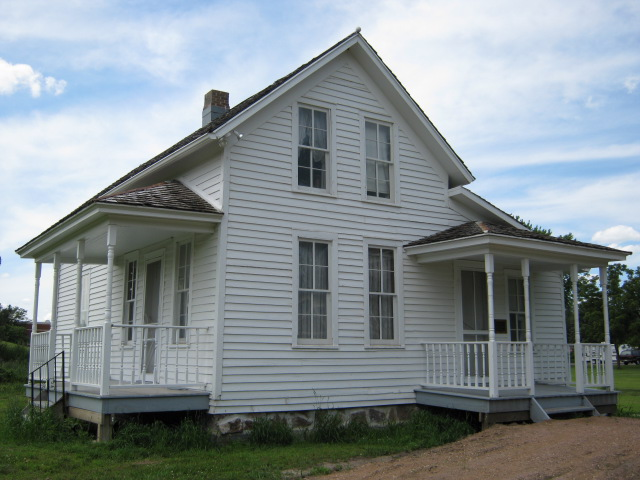
Будинок у Південній Дакоті, де Роульваг писав роман

Під час академічної відпустки у Норвегії він завершив свій роман «Земні велетні». Спочатку роман вийшов друком у Норвегії (1924—1925) і здобув популярність в Європі, після чого у 1927 році нью-йоркське видавництво випустило його англійський переклад.
У 1926 році письменника нагородили орденом святого Олафа, незабаром прийшла слава й у США. У письменника брали інтерв'ю, він виступав по радіо, нові твори та переклади старих рецензували у великих газетах та журналах. Через хворобу серця він залишив викладання та присвятив себе завершенню трилогії (до неї також увійшли романи «Педер-переможець» і «Бог їхнього батька»). Роульваг помер у 1931 році у віці 55 років. Збереглися нариси його англійської автобіографії «Роман про життя» (Romance of a Life).

## Творчість
Першим опублікованим твором Роульвага став епістолярний роман «Американські листи» (1912), заснований на особистому листуванні автора. Молодий емігрант у 1898—1901 роках у листах батькові та братові на батьківщину розповідає історію зустрічі з новою країною, здобуття освіти та культурної адаптації.
Другий роман «Забутими шляхами» (1914) був написаний на релігійну тему: побожна донька присвячує себе порятунку душі свого немічного батька — безсердечного інтригана й атеїста. У романі виділяють сторінки з описом краю та його освоєння людиною.
Третій роман «Два дурні» (1920), перший з опублікованих під своїм ім'ям, описує історію життя пари Лізі та Льюїса, молодих селян, які заводять власну ферму, але потім ними опановує любов до грошей, і зрештою вони вмирають у повних злиднях, сховавши у гаманцях на поясі 100 тисяч доларів.
Відкрита романом «Земні велетні» трилогія Роульвага охоплює часовий проміжок 1873—1896 років й описує життя іммігрантів першого та другого покоління. Вважається, що автор прагнув втілити ідею, що норвежці, щоб стати хорошими американцями, повинні насамперед зберегти етнічну ідентичність та розвинути власні культурні традиції, «взявши за зразок євреїв». При цьому у цілому перехід від Старого до Нового світу важкий, але цікавий і сприятливий.
Починається роман із подорожі іммігрантів Пера Ганси та його дружини Берет через прерії до ділянки у Південній Дакоті. Якщо Берет живе з почуттям провини за залишення старого будинку і сприймає прерії як покинутий Богом «кінець світу», то Пер живе з думкою про майбутнє і вважає нову землю рідною домівкою. Якщо для колишнього рибалки Пера трав'яне море означає можливості для плавання, а краєвид він сприймає як казкове царство, то для Берет це нічого не означає. Звичайні труднощі, хвороби, хуртовини для Пера — виклики завойовнику. Берет ж сприймає їх як знаки року та божого невдоволення: усередині землі є якісь «велетні», які чинили опір їхнім зусиллям із перетворення прерій на ферми. Завершується книга тим, що Пер гине під час хуртовини, вирушивши за пастором для хворого сусіда.
Якщо в норвезькому виданні роману примітки роз'яснювали американізми, то в англійському перекладі — норвезькі слова. Після публікації англійського перекладу американці норвезького походження стали критикувати Роульвага, стверджуючи, що він зображує співвітчизників у поганому світлі, вони намагалися добитися його звільнення з коледжу.
В інших романах трилогії головним героєм поряд з Берет виступає їхній молодший син Педер, який, попри попередження матері, одружується з ірландською дівчиною. Шлюб виявляється невдалим, дружина з дітьми кидають Педера, а політичні амбіції героя, що підігріваються егоїзмом, завершуються поразкою на виборах до органів місцевого самоврядування.
Опера за романом «Земні велетні», написана композитором Д. Муром за лібрето А. Сундгорда, у 1951 році отримала Пулітцеровську премію з музики.

## Твори
Романи:
- America-breve fra PA Smevik til hans far og bror i Norge («Американські листи», 1912); в англ. пер. The Third Life of Per Smevik («Третє життя Пера Смевіка», 1971)
- Paa Glemte Veie («Забутими шляхами», 1914); не перекладався
- To Tullinger: Et Billede frå idag («Два дурня», 1920); в англ. пер. Pure Gold («Чисте золото», 1930)
- Længselens Baat (1921); в англ. пер. The Boat of Longing («Корабль бажання», 1933)
- Giants in the Earth (англ. пер. 1927). Норвезьке двотомне видання:
  - I de Dage — In Those Days (1923)
  - Riket Grundlægges — Founding the Kingdom (1924)
- Peder Seier; в англ. пер. Peder Victorious (1929)
- Den Signede Dag; Their Father's God (перекладений у 1931)

Збірник статей:
- Omkring fædrearven — Concerning Our Heritage (1922)